# Alianza para la Salvación del Sahel
La Alianza para la Salvación del Sahel (Alliance for the Salvation of the Sahel en inglés) es un grupo político y militar compuesto en su mayoría por pastores fulani (también llamados Peul), el cual se concentra en la Región de Mopti, en Mali, y la región norte de Burkina Faso

## Trasfondo
Las comunidades agrícolas Bambara y Dogón y los pastores Peul (conocidos comúnmente como Fulani) han tenido durante mucho tiempo disputas sobre el acceso al agua y la tierra, siendo común los enfrentamientos violentos en estas comunidades. Como si fuera poco, desde 2015 se ha observado un incremento de ataques por parte de grupos yihadistas en la región, lo que óbligo que estas comunidades crearan grupos de autodefensa, aunque las autoridades dejaron que creciera este problema al enfocarse únicamente en combatir a los yihadistas.
El auge de las autodefensas en Mali surgió ante la necesidad de varias localidades de tomar su seguridad en sus propias manos porque el gobierno no protege adecuadamente sus pueblos y propiedades. El fácil acceso a las armas de asalto, contribuyó al crecimiento y la militarización de los grupos de autodefensa, lo que hizo que las tensiones comunales ya existentes fueran cada vez más mortales.

## Historia
El grupo hizo su aparición en 2019, esto después de la masacre de Ogossagou, ocurrida el 23 de marzo de 2019, que dejó como saldo más de 160 civiles fulani muertos. en las aldeas fulani de Ogossagou y Welingara. Según funcionarios locales de Malí, los ataques fueron llevados a cabo por cazadores de Dogón armados con armas de fuego y machetes. Los atacantes acusaron a los aldeanos de Fulani de tener vínculos con los yihadistas y afirmaron que el ataque fue en represalia por un ataque de al-Qaeda contra una base militar maliense la semana anterior que dejó 23 soldados malienses muertos. Los testigos declararon que casi todas las cabañas de las aldeas habían sido quemadas hasta los cimientos.